# Rouy
Rouy – miejscowość i gmina we Francji, w regionie Burgundia-Franche-Comté, w departamencie Nièvre.
Według danych na rok 1990 gminę zamieszkiwały 552 osoby, a gęstość zaludnienia wynosiła 15 osób/km² (wśród 2044 gmin Burgundii Rouy plasuje się na 420. miejscu pod względem liczby ludności, natomiast pod względem powierzchni na miejscu 98.).